# Olavi Rove
Olavi Antero Rove (ur. 29 lipca 1915 w Helsinkach, zm. 22 maja 1966 tamże) – fiński gimnastyk, medalista olimpijski z Londynu i Helsinek.